# جورج هاو (رجل أعمال)
جورج هاو (بالإنجليزية: George Howe)‏ هو تاجر وشخصية أعمال أمريكي، ولد في 1819، وتوفي في 1899.